# Grote Prijs van Adygea
De Grote Prijs van Adygea (Russisch: Гран-при Адыгеи) was een meerdaagse wielerwedstrijd in de autonome republiek Adygea. De wedstrijd werd in 2010 opgericht en maakte tot 2015 deel uit van de UCI Europe Tour, in de categorie 2.2.

## Lijst van winnaars

### Meervoudige winnaars
| Overwinningen | Renner         | Land    | Jaren       |
| ------------- | -------------- | ------- | ----------- |
| 2             | Ilnoer Zakarin | Rusland | 2012 + 2014 |

### Overwinningen per land
| Overwinningen | Land     |
| ------------- | -------- |
| 4             | Rusland  |
| 2             | Oekraïne |

2005 · 
2006 · 
2007 · 
2008 · 
2009 · 
2010 · 
2011 · 
2012 · 
2013 · 
2014 · 
2015 · 
2016 · 
2017 ·
2018 ·
2019 ·
2020 ·
2021 ·
2022 ·
2023 ·
2024 ·
2025
Belangrijkste etappewedstrijden

Internationaal Wegcriterium · Driedaagse Brugge-De Panne · Ronde van de Alpen · Vierdaagse van Duinkerke · Ronde van Beieren · Ronde van Noorwegen · Ronde van België · Ronde van Luxemburg · Ronde van Oostenrijk · Ronde van Wallonië · Ronde van Burgos · Ronde van Denemarken · Arctic Race of Norway · Ronde van Groot-Brittannië
Belangrijkste eendaagse wedstrijden

Trofeo Laigueglia · GP Lugano · GP Nobili Rubinetterie · Dwars door Vlaanderen · Scheldeprijs · Brabantse Pijl · GP Kanton Aargau · Brussels Cycling Classic · GP Fourmies · Primus Classic Impanis-Van Petegem · Ronde van de Drie Valleien · Milaan-Turijn · Ronde van Piemonte · Ronde van het Münsterland · Ronde van Emilia · Parijs-Tours · GP Bruno Beghelli